# Charagochilus
Charagochilus är ett släkte av insekter. Charagochilus ingår i familjen ängsskinnbaggar.
Släktet innehåller bara arten Charagochilus gyllenhalii.